# Cerkiew Przeniesienia Relikwii św. Mikołaja z Miry Licejskiej do Bari w Rzeszowie
Cerkiew Przeniesienia Relikwii św. Mikołaja z Miry Licejskiej do Bari – prawosławna cerkiew parafialna w Rzeszowie. Należy do dekanatu Przemyśl diecezji przemysko-gorlickiej Polskiego Autokefalicznego Kościoła Prawosławnego.
Obiekt znajduje się przy ulicy Cienistej 20.
Pierwsza cerkiew została wybudowana w 2007 przez Władysława Sowę. Była to niewielka drewniana świątynia z trzema kopułami, posiadająca skromne wyposażenie i wystrój. Cerkiew ta została poświęcona przez arcybiskupa przemyskiego i nowosądeckiego Adama 8 września 2007.
We wrześniu 2010 rozpoczęto budowę murowanej cerkwi (w bezpośrednim sąsiedztwie dotychczasowej drewnianej), według projektu Krzysztofa Juszczyka. Jest to jednokopułowa świątynia, wzorowana architektonicznie na cerkwi katedralnej w Gorlicach. W 2012 cerkiew wyposażono w ikonostas wykonany na Ukrainie. Konsekracji świątyni dokonał metropolita Sawa 7 września 2013 roku. 
2 grudnia 2017 r. w cerkwi umieszczono relikwie św. Serafina Wyznawcy, znajdujące się wcześniej w soborze w Lublinie.